# アレキサンドリア (ガンダムシリーズ)
アレキサンドリア (ALEXANDRIA) は、『ガンダムシリーズ』のうち、宇宙世紀を舞台にした作品に登場する架空の艦艇。初出は、1985年放送のテレビアニメ『機動戦士Ζガンダム』。地球連邦軍およびその軍閥である「ティターンズ」所属の宇宙巡洋艦である。

## 設定解説
連邦軍の次世代艦の最初期のタイプであり、宇宙世紀0083年に1番艦の「アレキサンドリア」が建造される。モビルスーツ (MS) の運用を前提として設計されており、これ以降はグリプス戦役までの連邦軍の主力艦となる。旧ジオン公国軍のムサイ級軽巡洋艦の設計思想を取り入れており、連邦軍の艦艇としては珍しくエンジンナセル部とバイタルバート部を切り離す手法が用いられ、ダメージコントロールに優れる。ただし、火力が増強されて重装備となったことによってムサイ級のフットワークの軽さは失われ、チベ級重巡洋艦に非常に似通ったものとなっている。これは、1番艦がティターンズの初期の旗艦として建造されたためであり、本来はバランスのとれた設計であったものが後付けに近い装備をほどこされ、結果的に火力とMS搭載能力のみが重視されたためである。
ブリッジのあるメイン・ブロックから下部前方に接続する形で、MSデッキを中心として前方にカタパルト2基、両側面に2連装メガ粒子主砲（メガ・ビーム砲とも）が1基ずつ、それぞれ上下対称に配置されている。なお主砲は偏向型ではなく、砲身内部に偏向コイルを内蔵する通常型を採用している。その後方にはメイン・エンジン・ブロック、メイン・ブロックから下部側方にはサブ・エンジン・ブロック（側面に放熱板と単装メガ粒子副砲）が接続される。ブリッジの上部後方には4分の1程の広さで窓のない第2ブリッジ、後方にはスペース・ランチなどの小型スペース・ポーター用デッキがある。士官用の個室は狭いものの機能的にまとめられており、ロッカー2つ、上下に可動する机、マジックテープで固定された椅子などがある。またソファーベッドのほかにスペアのベッドもあり、シャワールームも完備されている。
艦体色はダーク・ブルーと薄紫を基調に、MSデッキのハッチなど一部が赤で塗り分けられている。
劇中での活躍
『機動戦士Ζガンダム』に登場。ドゴス・ギア就役までティターンズの旗艦として活動し、その後もサイド2・25バンチコロニーへの毒ガス注入を試みるなど、エゥーゴを苦しめる。グリプス決戦時にコロニーレーザーによって消滅し、ガディ艦長や乗組員も戦死する。
乗組員
指揮官
- バスク・オム（初期）
- ジャマイカン・ダニンガン（中期）

艦長
- ガディ・キンゼー

パイロット
- ジェリド・メサ
- カクリコン・カクーラー
- エマ・シーン（後にエゥーゴに寝返る）
- デーバ・バロ
- キッチマン
- ヤザン・ゲーブル
- アドル・ゼノ
- サラ・ザビアロフ（テレビ版、一時的に配属）
- マウアー・ファラオ
- ダンケル・クーパー
- ラムサス・ハサ

ブリッジ
- ゴトジ・ゴッシュ
- サーチン
- バッハ
- ブト
- マサダ
- ムソール
- ムリョ

艦載機
- RMS-179 ジムII
- RX-178 ガンダムMk-II×3（エマの離反により、3機ともエゥーゴの手に渡る）
- RMS-106 ハイザック
- RMS-108 マラサイ
- RMS-117 ガルバルディβ
- ORX-005 ギャプラン×1
- RX-110 ガブスレイ×2
- RX-139 ハンブラビ×3
- RMS-154 バーザム

## 同型艦

### ハリオ
Hario
アニメ『機動戦士Ζガンダム』に登場。艦長はテッド・アヤチ少佐。ティターンズの本拠地グリプスと連邦軍のルナツーとの中継の任を担う。艦載MSはザクキャノン（劇場版ではハイザック連邦軍仕様）など。独特な形状のブリッジや後部デッキを有しており、エンジンブロック後端の放熱板も撤去されている。武装についても、ブリッジ両舷の連装対空砲に換えて同じ位置に中間サイズの連装砲を備えているなど若干の強化が確認でき、同級艦の中でもひと際特徴的な外観を持つ。艦体色は濃淡2色のグリーン系。また、シナリオではコロニーレーザー攻防戦において撃沈され、カミーユ・ビダンがエマ・シーンの最期を看取った場とされるが、劇中ではハリオと異なる通常のアレキサンドリア級と同じ塗装や外観が見て取れる。

### アル・ギザ
Al-Gizeh
アニメ『機動戦士ガンダム0083 STARDUST MEMORY』に登場。デラーズ紛争中に艤装がおこなわれ、紛争終結後に結成されたティターンズに配備、元アルビオンクルーの多くが配属される。艦体色はブルー・グレー。艦橋部のレーダーの形状がペガサス級のものに類似している。劇中では進宙しておらず、ドック内で艤装中の姿のみが映し出されている。
漫画『機動戦士ガンダム0083 REBELLION』では、ベルナルド・モンシアらが赴任した直後に、「オルデロ」とともにコンペイトウ付近の「ソロモン回廊」と呼ばれる暗礁宙域に潜むジオン残党の殲滅の任に就く。
『アナハイム・ラボラトリー・ログ』第2話では、グラナダに駐留中の同艦から、ティターンズ第7小隊がスクランブル出撃している。

### ガウンランド
Gaunland
アニメ『機動戦士Vガンダム』に登場。地球連邦軍所属。近代化改修により艦首にビームシールドを装備し、独特の三脚構造を廃した外観は同型艦に比べてかなり異なる。原型艦では逆配置されている下部MSハンガーなど、内部の改装については不明。塗装はグレー。
同級の進宙から実に70年以上も経過している旧型艦ではあるが、U.C.153年の主力MSに比べて大型MSが主力であったデラーズ紛争 - グリプス戦役期の設計のため、ザンスカール戦争期では格納スペースやカタパルトに余裕が生じていた。リガ・ミリティアに協力した連邦軍艦の1つでもあり、開戦初期にアイルランドのロンドンデリー駐屯地よりリガ・ミリティアに派遣され（海上から大気圏内を飛行するこの描写から、ミノフスキークラフトを装備している模様）、カミオン隊に合流している。艦載機はジャベリン。カイラスギリー攻防戦では遠隔操縦され、無人のまま盾として使用された後に自爆し、接近してきた敵艦隊を巻き込んで大破した。攻防戦後はリーンホースに牽引されてラビアンローズIV入りを果たした。艦のパーツの一部はリーンホースJr.の改修に使用されたともいわれている。

### 映像作品以外
アスワン (Aswan)
雑誌企画『ADVANCE OF Ζ ティターンズの旗のもとに』に登場。コンペイトウを母港としてL5宙域に展開するティターンズ・テスト・チーム（T3部隊）の母艦として配備される。新型機が続々と搬入されるテスト部隊の母艦として、当時のほかの同型艦よりMSデッキが拡張されている。MSデッキのハッチは、「アル・ギザ」に近い垂直型となっている。ブリッジ上部には通信能力の高い大型のアンテナが装備されており、寄港・停泊時などには折り畳むことが可能となっている。ブリッジ後方には実験作業用の格納庫が増設されており、上部に設置されたクレーンで大型機を牽引することも可能。左右エンジン・ブロック上部に、球形のタンクが2基ずつ設置されているのが特徴。このタンクやカタパルト、MSデッキのハッチはオレンジ・イエローで塗装されている。艦長はオットー・ペデルセン大佐。
T3部隊の実戦配備化により前線にも派遣されるようになり、サラミス改級巡洋艦「イズミール」とともにグリプス戦役における大規模作戦にも参加する。戦役終盤のコロニー・レーザー防衛戦において轟沈。
アスワン（次世代改修型）
近代化強化バリエーション案で、ブリッジは流線形に変更、エンジン・ブロック下部にはクラップ級巡洋艦やカイラム級戦艦に近い巨大な放熱板が設置されている。アンテナの形状も異なる。線画のみで艦体色は不明。改修は実施されていない。
アスワン改
ガンダムTR-6［インレ］の専用運用艦としての改修案。次世代改修型をベースとしており、巨大な放熱板がない代わりに下部にロンバルディア級のブースターが増設されている。艦首のカタパルトとMSデッキ部が大幅に変更され、［インレ］を3機係留する形で搭載可能となっている。艦体色はホワイトベースやネェル・アーガマなどを彷彿させる白を基調としたものになっている。グリプス戦役の激化により、改修は実施されていない。主砲も格納式の新型砲に換装されている。なおこの格納ドームの構造体は後述するロンバルディア級のものと酷似しており、本艦級の流用品のようである。
アルカスル (Al Qasr)
漫画 『機動戦士ガンダム エコール・デュ・シエル』に登場。ティターンズ所属で、艦長はフォルマ・ガードナー。
イスマイリア
小説『機動戦士ガンダム ブレイジングシャドウ』に登場。連邦軍特殊部隊「シャドウズ」の母艦。
オルデロ
漫画『機動戦士ガンダム0083 REBELLION』に登場。ティターンズ所属で、「アル・ギザ」とともに「ソロモン回廊」に潜むジオン残党の殲滅の任に就く。副官はランチャ中佐。
カンダハル
漫画『機動戦士ガンダム エコール・デュ・シエル』に登場。ティターンズ所属。艦載MSはハイザック。宇宙世紀0087年、捕らえられたアスナの身柄を引き取るため、単艦でサイド6宙域にある廃棄された島一号コロニー付近へ進出。海賊マリー一派と交戦し、轟沈。
キーウェスト
漫画『機動戦士Ζガンダム ユーロサーカス』（サイバーコミックス11号に掲載）に登場。
テルアビブ
小説『ADVANCE OF Ζ 刻に抗いし者』に登場。ティターンズ所属で、艦長はニシザワ中佐。テルアビブ分遣艦隊の旗艦。
フラワーガーデン (Frower Garden)
漫画『機動戦士ガンダム ヴァルプルギス』に登場。民間軍事会社「ウェルキャスト」所属で、艦長はデルエスト。艦体前部がムサカ級に酷似しているほか、エンジン・ブロックの放熱板が2枚から4枚に増えている。アナハイム・エレクトロニクスのレイモン・ネメキスに雇われ、アーガマ改級「ユーロン」を追撃する。
ベオグラード
漫画『機動戦士ガンダム エコール・デュ・シエル』に登場。ティターンズ所属で、艦長はハンク・ライアン大佐。ラウ・カンパニーが所有しているMAダーグウェを接収するため、アルカスル及びサラミス改級巡洋艦2隻を率いルオイーコロニーへ向かう。ルオイーコロニーでは接収を阻止しようとするエゥーゴ所属のアイリッシュ級戦艦ザンクト・ガレン及びアイリッシュ級戦艦1隻と交戦。ルオイーコロニーが自爆により崩壊していくなか、MAダーグウェの攻撃を受け沈む。
メソポタミア
小説『モビルスーツコレクション・ノベルズAct.3「宇宙の咆哮」』に登場。ティターンズ所属で、艦長はエメット・ブラウン中佐。アレキサンドリア級4番艦にあたる。
リーンホース (Reinforce)
小説版『機動戦士Vガンダム』に登場。アニメ版ではクラップ（スペースアーク）級だが、小説版ではアレキサンドリア級に分類されている。
ルクソール
漫画『機動戦士Ζガンダム Define』に登場。ティターンズ所属で、艦長はキリアン少佐。

## ロンバルディア級
LOMBARDIA
アレキサンドリア級を発展させた宇宙戦艦で、艦種や艦型が異なっているのにもかかわらず、アレキサンドリア級とされることが多い。アレキサンドリア級と比較すると船体構造がかなり簡略化され軽量化した分、高速巡航性能に優れ、MS母艦（宇宙空母）としての機能に特化しており、強力な個艦火力はないが格納庫を拡大し、搭載機数とMS運用能力を大幅に向上させた大型艦である。また、一見、何処が艦橋なのか判断が困難な艤装が施されており（しかもダミーブリッジが下部にある）、そういったソフト面も含めて防御力の向上も見られる。塗装は濃淡二色のグリーン系。
カタパルトデッキを持つ主船体の上へ副船体を載せた構造で、艦橋を艦体に半埋没させた平甲板型なのが外見的特徴。MSカタパルトは艦首上下に各2基、計4基を備える。機関部には可動式のベクタードノズルと大型のサイドスラスターがあり、上下左右への機動性はアレキサンドリア級よりも改善されているようにも見受けられる。武装は単装メガ粒子主砲×2。単装メガ粒子副砲×4の他、ミサイルランチャー多数。なお、両舷にアルビオンのような機関部と結合するバルジがあり、その先端部に格納式メガ粒子砲用のドームらしき構造があり、使用目的が定かではないが、アスワン改の改装案では本艦級の副船体を始めとるパーツが流用されており、主砲も格納式の新型砲に換装されているが、この構造体がロンバルディア級のバルジと酷似している。
サイド2へG3攻撃を掛けるティターンズ艦隊の旗艦として、テレビ版第42話に初登場。第44話にも再登場し、ゼダンの門空域にてジャミトフ・ハイマンとハマーン・カーンの会見場所として使用されている（本艦ではなくハリオであるとの説もある）。会見場には気密性のある防護ルームが備わっており、これによってジャミトフと護衛のジェリドは青酸ガスを用いたハマーンの暗殺から逃れることに成功していた。第45話にもワンカットだけ姿を見せている。同型艦の存在は、言及されていない（劇中では個艦名が呼称されず、登場したのが一番艦「ロンバルディア」なのかすら不明である）。
漫画『機動戦士ガンダムF90クラスター』第9話から民間軍事会社ダンシネインの所属艦として同型艦のランファナンが登場している。

## グラン・ザンドレル級陸上戦艦
GRAN-XANDRIA:Re
漫画『A.O.Z Re-Boot ガンダム・インレ-くろうさぎのみた夢-』に登場。メカニックデザインは藤岡建機。
アレキサンドリア級をベースに改良・発展させた、火星のジオン残党組織「レジオン」が主戦力として運用する陸上戦艦。船体中央部の主格納庫を延長し、MS搭載量が倍加している。外観および内部機構に公国系艦船の特徴が見られ、ハッチはチベ級重巡洋艦と同様に艦首に設けられ、両舷の機関部の上面にはグワジン級戦艦のような球形のタンクが2基ずつ配置されている。推進機関はミノフスキー・クラフトとホバー機構を併用しており、レジオン政権下の火星では飛行が禁止されているものの、宇宙からの外敵の襲来など有事の際には、船体下部のホバー・ユニットを切り離しての大気圏離脱が可能となっている。
艦体色はレジオンの統一カラーである赤を基調に、タンクなど一部が白で塗り分けられている。鹵獲改修艦と合わせて2桁を超える数が配備されているが、それぞれ艦橋部の形状が異なっており、さまざまなバリエーションが存在する。